# نیکول بانکی
نیکول بانکی (انگلیسی: Nicole Banecki؛ زادهٔ ۳ سپتامبر ۱۹۸۸) بازیکن فوتبال اهل آلمان است.
از باشگاه‌هایی که در آن بازی کرده‌است می‌توان به باشگاه فوتبال زنان فرایبورگ، باشگاه فوتبال اف‌سی‌آر ۲۰۰۱ دویسبورگ، و باشگاه فوتبال زنان بایرن مونیخ اشاره کرد.
وی همچنین در تیم‌های ملی فوتبال Germany women's national under-20 football team و زنان آلمان بازی کرده‌است.